# P-5 Pyatyorka
P-5 Pyatyorka (Tiếng Nga: П-5 hay Пятёрка, định danh NATO: SS-N-3 Shaddock) là loại tên lửa có cánh chống tàu do Liên Xô sản xuất trong thời kỳ Chiến tranh Lạnh. Phòng Thiết kế Chelomey (OKB-52) chịu trách nhiệm thiết kế. Ký hiệu của Cục Tên lửa và Pháo binh thuộc Bộ quốc phòng Liên bang Nga(GRAU) là 4K48. Nó được đưa vào biên chế Quân đội Liên Xô từ năm 1959. Pyatyorka thường được gọi là tên lửa số 5 tương ứng với chữ P-5 tương tự là tên lửa R-7 Semyorka thường được gọi là tên lửa số 7.

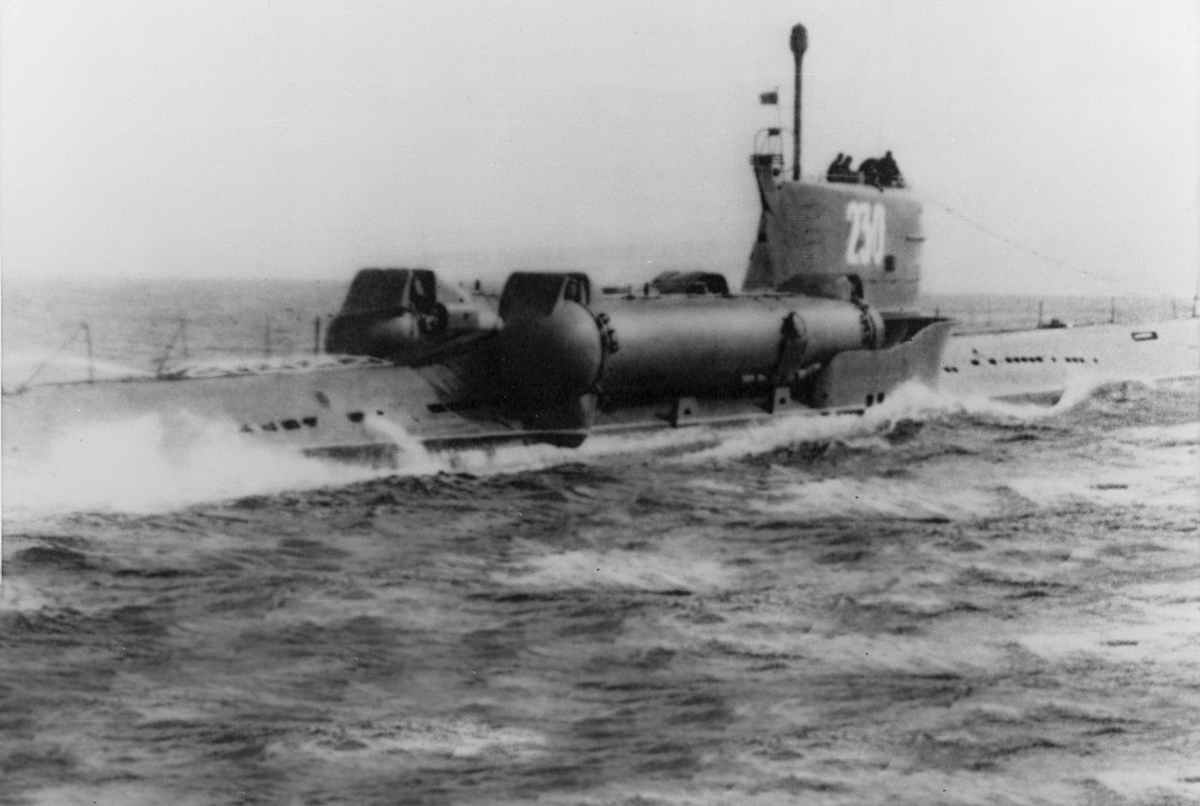
Tàu ngầm lớp Project 613 được trang bị tên lửa P-5

Phiên bản đầu tiên của tên lửa P-5 là loại tên lửa đạn đạo quán tính bắn từ tàu ngầm. Nó được dùng như 1 lời răn đe của Liên Xô vì các tàu ngầm trang bị Pyatyorka là một mối nguy hiểm lớn cho khu vực bờ biển của Mỹ. Pyatyorka đời đầu tiên có thể mang theo một đầu đạn hạt nhân có lượng nổ khoảng 200-350 kiloton cho dù nếu triển khai đầu đạn hạt nhân trên P-5 thì khối lượng của nó là gần 1000 kg. Tầm hoạt động của nó là 500 km và tốc độ tối đa là 0,9 Mach. Nó được triển khai trên Tàu ngầm lớp Whiskey hay dự án 665.
Sau này, P-5 được thiết kế là một loại tên lửa chống hạm có sức công phá cao dùng để bổ sung cho tên lửa P-15 Termit hay gọi là P-6 và P-35, phổ biến nhất là P-35,tuy vậy nhưng P-5 lại nhỏ và tầm bắn xa hơn P-15. Cả P-35 và P-15 đều có kích thước khá cồng kềnh nên được thay thế bằng các loại tên lửa hiện đại hơn sau này như P-500 Bazalt và P-700 Granit. Mẫu P-5 chống hạm đầu tiên được NATO gọi là SS-N-3C

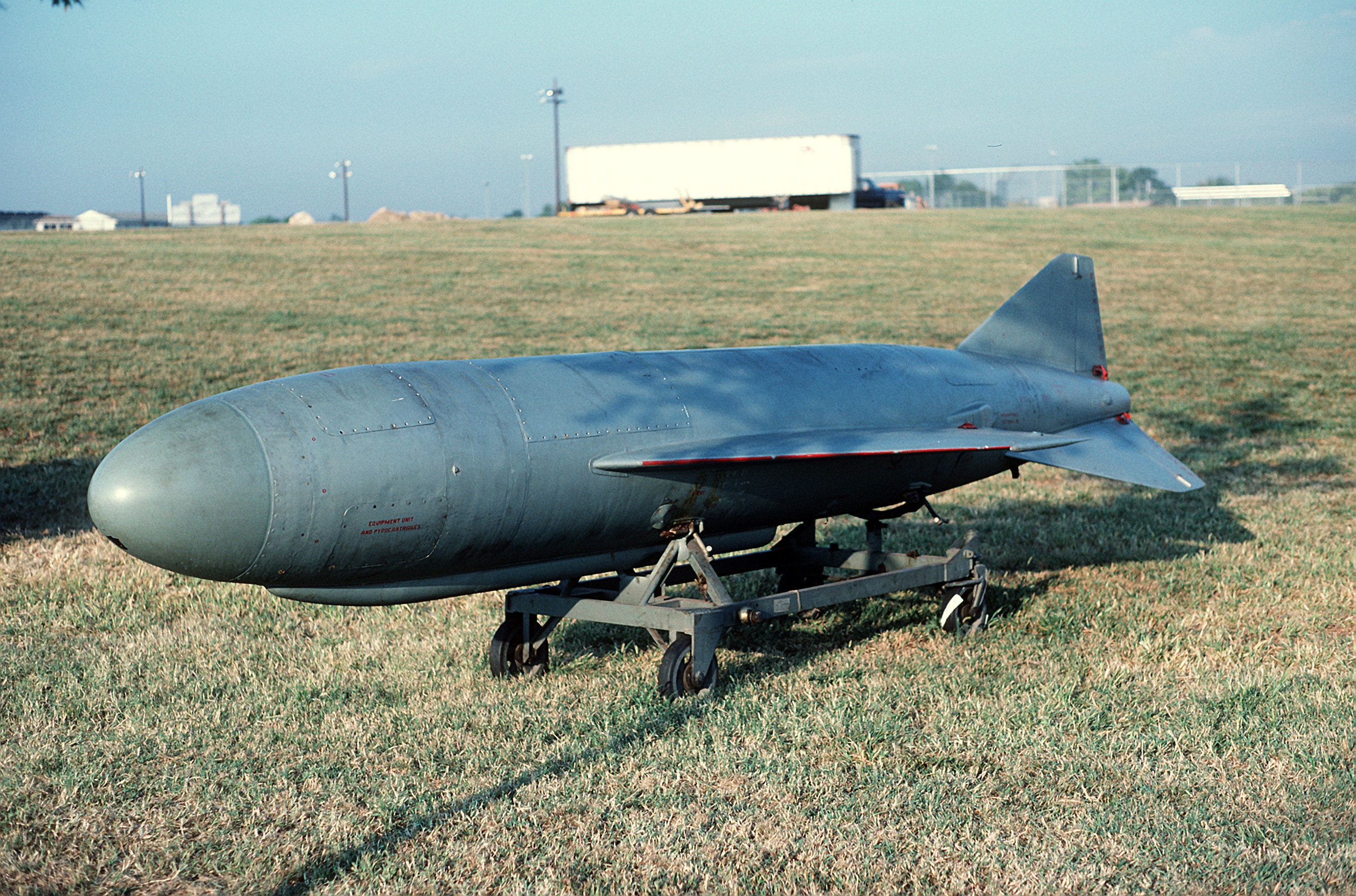
Tên lửa P-15

## Các nước sử dụng

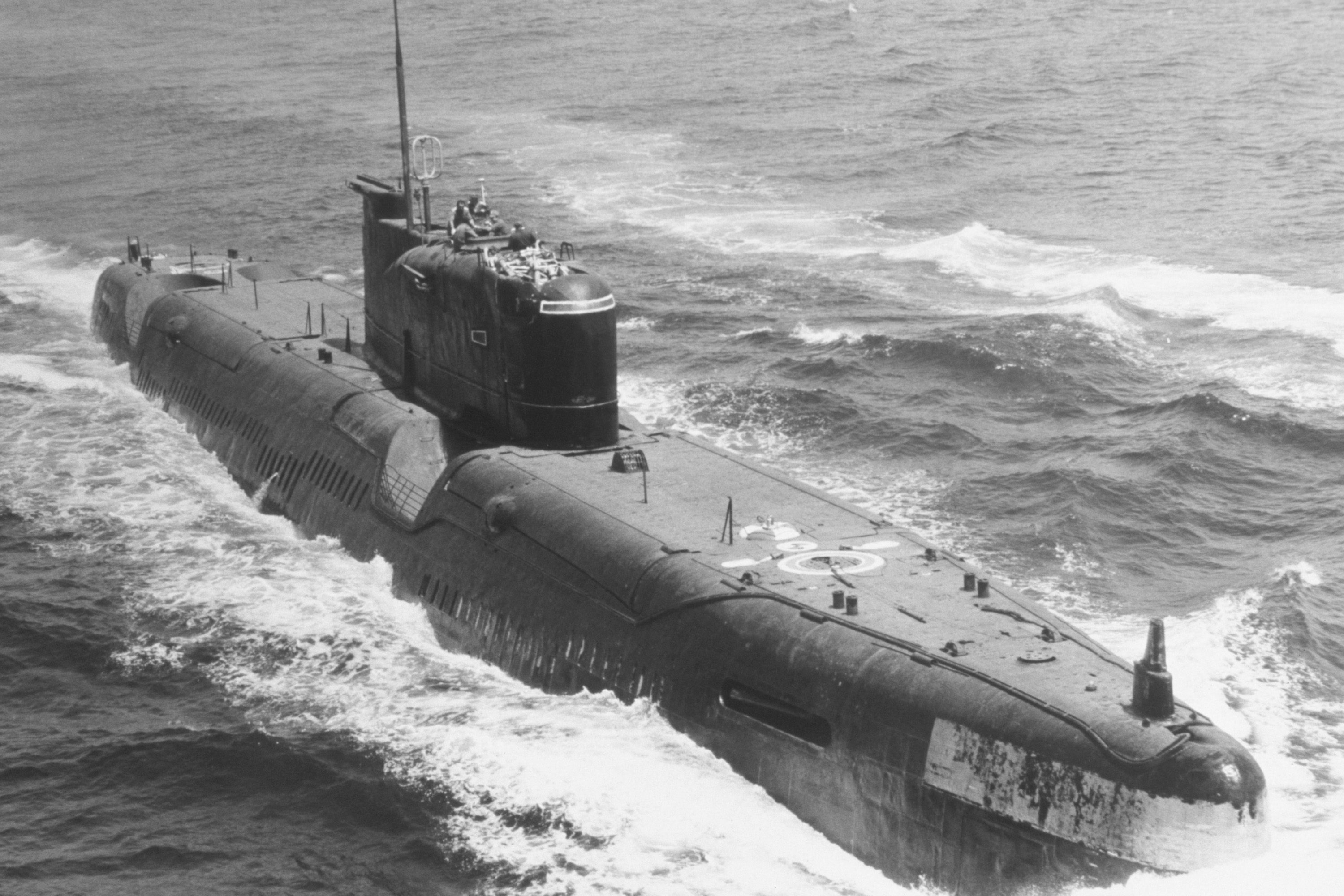
Tàu ngầm lớp juliett trang bị P-5

Liên Xô
 Nam Tư
 Việt Nam
 Bulgaria
 Syria

## Biến thể
- P-35: Ký hiệu của GRAU là 4K44, ký hiệu NATO:SS-N-3B, được Hồng Quân sử dụng năm 1960. Được triển khai trên tàu tuần dương lớp Kynda và Kresta 1
- P-6: Ký hiệu của GRAU là 4K88, ký hiệu NATO:SS-N-3A, như P-35, P-6 cũng được Hồng Quân sử dụng năm 1960. Được lắp đặt trên dự án 651 hay còn gọi là tàu ngầm lớp Juliett và Tàu ngầm lớp Echo dùng để chống tàu sân bay Mỹ
- P-7: Chưa có thông tin cụ thể.

REDUT-M: Là hệ thống tên lửa chống hạm được triển khai trên mặt đất hoặc bờ biển di động trên xe 8 bánh, mẫu SS-N-3 mà Hải quân Việt Nam và Nam Tư và cả Quân đội Syria đang sử dụng, sử dụng tên lửa P-35, ký hiệu NATO là SSC-1A.
Tổ hợp tên lửa chống hạm REDUT-M là một hệ thống tên lửa phòng thủ bờ biển di động, được triển khai trên xe phóng SPU-35B hoặc SPU-35V. Một tổ hợp REDUT-M có 3 xe phóng, xe chỉ huy và xe radar 4R45 Skala.
Tên lửa được đặt trong ống phóng ZIL-135K và được đặt trên xe tải BAZ-135MB 8x8 bánh. Mỗi xe phóng được vận hành bởi 5 người, thời gian triển khai sẵn sàng chiến đấu khoảng 30 phút.
Tên lửa P-35B có chiều dài 10,2m, đường kính gần 1m, sải cánh 2,6m, trọng lượng phóng 4.500 kg. Tên lửa có tầm bắn tối đa 460 km,với tốc độ Mach-1.4, biến thể nâng cấp về sau đạt cự ly 550 km. Tên lửa sử dụng động cơ nhiên liệu rắn KRD-26.
Trong trường hợp không có sự hỗ trợ dẫn hướng từ các máy bay trinh sát, sĩ quan điều khiển tên lửa sẽ phóng 3-4 tên lửa cùng lúc. Một trong số các tên lửa này sẽ được điều khiển bay lên cao hơn so với các tên lửa khác. Tên lửa này sẽ dùng radar của mình để dẫn đường cho các tên lửa còn lại tấn công một tàu hoặc nhóm tàu được phát hiện bởi các radar cảnh giới.
Tên lửa có độ cao hành trình từ 100-400m, hoặc có thể bay cao từ 4.000-7.000m trong trường hợp dùng radar của tên lửa để dẫn đường cho các tên lửa khác. Ở pha cuối tên lửa hạ thấp độ cao xuống dưới 100 mét trước khi lao đến mục tiêu.

## Thông số kỹ thuật
- Độ dài: 10,20 m (SS-N-3A / B) hoặc 11,75 m (SS-N-3C)
- Đường kính: 0.98m
- Sải cánh: 5 m.
- Trọng lượng: 5000 kg.
- Đường kính: 1 m
- Động cơ đẩy: động cơ phản lực.
- Tốc độ: Mach 2,0
- Tầm hoạt động: 450 km (SS-N-3A /B),500–550 km(P-35/B) và 750 km với SS-N-3C hay P-5 nguyên mẫu.
- Dẫn đường: Dẫn hướng kết hợp quán tính, hiệu chỉnh tham số trong suốt hành trình và radar chủ động
- Đầu đạn: 1000 kg đầu đạn thông thường hoặc 200-350 kiloton đầu đạn hạt nhân

## Sự cố hồ Inari

SS-N-3 Shaddock có hình dạng giống P-500 bazalt

Ngày 28 Tháng 12 năm 1984, một tên lửa SS-N-3 của Liên Xô bay lạc sang Phần Lan và rơi xuống Hồ Inari.

## Trang bị
P-5/6/35 được lắp đặt trên:
- Tàu ngầm lớp Whiskey
- Tàu ngầm lớp Juliett
- Tàu ngầm lớp Echo
- Tàu tuần dương lớp Kynda
- Tàu tuần dương lớp Kresta I
- Hệ thống tên lửa phòng thủ bờ biển REDUT-M